# Сент-Клер Эрскин, Питер, 7-й граф Росслин
Питер Сент-Клер-Эрскин, 7-й граф Росслин, более известный как Питер Лабфоро (англ. Peter St Clair-Erskine, 7th Earl of Rosslyn; род. 31 марта 1958 года) — британский пэр и бывший командир столичной полиции. В составе владений графа находится всемирно известная часовня Росслин. Является Лорд-стюардом королевского двора с 22 февраля 2023.

## Происхождение и образование
Родился 31 марта 1958 года. Единственный сын Энтони Сент-Клера-Эрскина, 6-го графа Росслина (1917—1977), и Атенаис Мари Мадлен де Рошешуар де Мортемар (род. 1935). Лорд Росслин получил образование в Итонском колледже и в Университете Бристоля. Он унаследовал его титулы в 1977 году и занял свое место в Палате лордов на 15 января 1980 года. В преддверии принятия Закона о Палате лордов 1999 года, который исключил большинство наследственных пэров, он был избран одним из 28 пэров в группе беспартийных депутатов, которые должны были остаться в Палате лордов.

## Карьера
Лорд Росслин поступил на службу в столичную полицию в 1980 году по рекомендации своего троюродного брата лорда Стратнавера, бывшего детектива и наследника 24-й графини Сазерленда. Он достиг звания главного инспектора в 1990-х годах. В 1994 году он возглавил тайную операцию «Троодос», успешную борьбу с наркоторговцами в западном Лондоне, в том числе с поставщиком наркотиков маркиза Блэндфорда, позже герцога Мальборо. С 2003 по 2014 год он был главой департамента королевской и дипломатической защиты (с тех пор объединенного в Команду защиты). Он получил полицейскую медаль королевы в 2009 году чествовал и был, по общему мнению, «любимым полицейским» королевы.
В марте 2014 года лорд Росслин был назначен хозяином двора принца Уэльского и герцогини Корнуоллской в Кларенс-хаусе.
29 сентября 2014 года лорд Росслин был назначен командором Королевским Викторианским орденом (CVO) после отказа от должности главы департамента королевской семьи и защиты специалистов.

## Семья
В 1982 году лорд Росслин женился на Хелен Уоттерс, от брака с которой у него было двое сыновей и две дочери:
- Джеймс Уильям Сент-Клер-Эрскин, лорд Лафборо (род. 28 мая 1986), старший сын и преемник отца
- Леди Элис Сент-Клер-Эрскин (род. 14 июня 1988), актриса с сценическим псевдонимом Элис Сент-Клер[8]. Леди Элис сыграла Кэтрин Миддлтон в американском телефильме о королевской свадьбе 2011 года.
- Леди Люсия Сент-Клер-Эрскин (род. 1993)
- Достопочтенный Гарри Сент-Клер-Эрскин (род. 9 мая 1995)[9].

## Награды
- Командор Королевского Викторианского ордена (2014)
- Полицейская медаль королевы (2009)
- Медаль Золотого юбилея королевы Елизаветы II (2002)
- Медаль Бриллиантового юбилея королевы Елизаветы II (2012)
- Медаль полиции за выслугу лет и хорошее поведение